# SINGER 6
『SINGER 6』(シンガー・シックス)は演歌歌手、島津亜矢のカバー・アルバム。

## 解説
2010年より発売がなされたカバー・アルバム・シリーズの第6弾となり、前作『SINGER 5』より約1年ぶりの発売となる。
島津亜矢としては元号が平成から令和に変わってから初のアルバムとなる。
本作にはレディー・ガガとブラッドリー・クーパーの楽曲「Shallow」や松田聖子の「瑠璃色の地球」、玉置浩二の「行かないで」、マイケル・ジャクソンの「BEN」、尾崎豊の「15の夜」、中島みゆきの「時代」などバラエティー豊かな楽曲で構成されたアルバムとなっている。
特に「時代」は2018年末の『第69回NHK紅白歌合戦』にて披露され、その圧倒的な歌唱力が話題を集めることとなり、放送直後は島津の公式サイトに多数の人々のアクセスが集中したため、一時接続がしにくくなる状態が起こったそうであり、その事が彼女の歌声がファンのみにならず、普段演歌とは程遠かった層の人にまで彼女の歌声が届いた証になったとの事。
島津は本作に関して「このアルバムに収録される楽曲はどれを取っても良い曲ばかりがズラリと揃っていますが、私個人としては特に玉置浩二さんの「行かないで」が一番気に入っている曲ですね。心1つで歌ってらっしゃる姿がとても好きなんです。その他にも素敵な歌がたくさん詰まった『SINGER 6』なんですが、元は歌手として歌の幅を広げたいと思って始めたことなんですが、演歌歌手でありながら、演歌だけに留まらず、その他の様々なジャンルの歌に挑戦できる環境は歌手としてとても幸せなことだと思っています。」と語っている。
また、本作を始めとした『SINGER』シリーズをコンセプトとしたコンサート前に受けた取材の際、今の肩書きを問われた際は「私は演歌歌手ですね。」とはっきりと答えており、それに関して「私としては演歌が確固たる土台となっているからこそ、様々なジャンルの歌に挑戦できていると思っております。演歌は私の中に最も染み込んでいて尚且つ最も馴染んだ音楽であり、ポップスや歌謡曲、洋楽はあくまでも歌手としての挑戦の位置付けですね。ただ、カバー曲は歌っていてとても楽しく、充実した気分になれますね。これからもずっと歌っていきたいし、普段とは違う場所で、演歌歌手としての島津亜矢とは全く違った島津亜矢を見て貰いたいですね。」と語っている。
また、本作の発売に合わせて東京オペラシティにて自身としては3年連続で3度目となる"SINGERコンサート"を開催された。東京オペラシティに演歌歌手としてステージに立つ事はなかなか無いことであり、島津本人もコンサート開催前の際「今回、このような歴史と重味のあるステージに3度連続で立たせて頂けた事は本当に光栄であり、とても幸せに思います。常日頃から来て下さるお客様一人一人に、心同士が触れ合えていける、そのようなステージとなるよう心掛けて歌っております。ただ、楽しんで帰って頂ければ、これ程の幸せな事はありません。」との意気込みを語っている。

## 収録曲
編曲：田代修二（特記以外）・島田昌典（1）・坂本昌之（6,16）・杉山ユカリ（13,14）
1. Shallow
作詞・作曲：レディー・ガガ,アンドリュー・ワイアット,アンソニー・ロッソマンド,マークロンソン
レディー・ガガとブラッドリー・クーパーの楽曲のカバー
2. アイノカタチ feat.HIDE（GReeeeN）
作詞・作曲：GReeeeN
MISIAのカバー
3. 瑠璃色の地球
作詞：松本隆
作曲：平井夏美
松田聖子のカバー
4. 悲しみがとまらない
作詞：康珍化
作曲：林哲司
杏里のカバー
5. Memory
作詞：トレヴァー・ナン
作曲：アンドルー・ロイド・ウェバー
ミュージカル『キャッツ』劇中使用曲のカバー
6. 駅
作詞・作曲：竹内まりや
中森明菜のカバー
7. 我が良き友よ
作詞・作曲：吉田拓郎
かまやつひろしのカバー
8. 行かないで
作詞・作曲：玉置浩二
玉置浩二のカバー
9. 蕾 (つぼみ)
作詞・作曲：小渕健太郎
コブクロのカバー
10. リンダリンダ
作詞・作曲：甲本ヒロト
THE BLUE HEARTSのカバー
11. つばさ
作詞：岩谷時子
作曲：太田美知彦
本田美奈子.のカバー
12. 接吻
作詞・作曲：田島貴男
Original Loveのカバー
13. BEN
作詞・作曲：Don Black・Walter Scharf
マイケル・ジャクソンのカバー
14. 15の夜
作詞・作曲：尾崎豊
尾崎豊のカバー
15. ありがとう
作詞・作曲：水野良樹
いきものがかりのカバー
16. 時代
作詞・作曲：中島みゆき
中島みゆきのカバー